# Pavonia dimorphostemon
Pavonia dimorphostemon är en malvaväxtart som beskrevs av Bernard Verdcourt. Pavonia dimorphostemon ingår i släktet påfågelsmalvor, och familjen malvaväxter. Inga underarter finns listade i Catalogue of Life.